# IC 5245
IC 5245 је лентикуларна галаксија у сазвјежђу Тукан која се налази на листи објеката дубоког неба у Индекс каталогу.
Деклинација објекта је - 65° 21' 27" а ректасцензија 22h 44m 56,6s. Привидна величина (магнитуда) објекта IC 5245 износи 14,2 а фотографска магнитуда 15,1. IC 5245 је још познат и под ознакама ESO 109-16, PGC 69645.